# Yevgueni
Yevgueni is een Belgische muziekgroep die Nederlandstalige nummers brengt. Hun muziek wordt vaak omschreven als moderne kleinkunst.

## Geschiedenis
De groep is ontstaan naar aanleiding van het Interfacultaire Songfestival. Geert Noppe en Klaas Delrue studeerden samen pedagogische wetenschappen aan de Katholieke Universiteit Leuven. Samen met Maarten van Mieghem, de neef van Geert en toen nog bedienaar van de drumcomputer, traden ze op als kleinkunsttrio. Ze veroverden de publieksprijs en de toon was gezet.
De inspiratiebron voor deze winnaars van de Nekka-Wedstrijd 2002 was het instrumentale Serge Gainsbourg-nummer Evgueni Sokolov.
De groep brengt Nederlandstalige nummers waarin ze chanson, kleinkunst en pop tot één geheel vermengen. Begin 2005 verscheen het debuutalbum Kannibaal in een productie van Peter Obbels en Wouter Van Belle. Live waren ze onder meer al te zien op Gentse Feesten, Folk Dranouter en Marktrock Leuven. Met de eerste single Als ze lacht slaagde Yevgueni erin om 10 weken op nummer 1 te blijven in de Radio 1-lijst Carte Blanche. Hierdoor kregen ze een eervolle vermelding op de Carte Blanche-website.
Op vrijdag 2 juni 2006 won Yevgueni het Eén-programma Zo is er maar één met Laat ons een bloem van Louis Neefs als het mooiste Nederlandstalige lied. Een volgend tv-optreden hielden ze in de eerste aflevering van De Provincieshow, waarin ze het voor West-Vlaanderen opnamen tegen Bart Peeters. Met het nummer Morgen komt ze thuis wonnen ze de wedstrijd.
In het voorjaar van 2007 verscheen het tweede album Aan de arbeid, dat in Vlaanderen (net als de voorganger Kannibaal) met een gouden plaat werd bekroond. In de zomer van 2007 organiseerde de band een videoclipwedstrijd voor jeugdbewegingen (de zomerkampwedstrijd), waarbij de resultaten te bekijken zijn op YouTube. Vanaf 9 november 2007 startten ze met een theatertournee in Asse. Het derde album, We zijn hier nu toch, werd in maart 2009 uitgebracht en behaalde de eerste plaats van de Vlaamse albumlijst.
Ook trad de groep meermaals op tijdens Nekka-Nacht. Een eerste maal toen ze de wedstrijd door Nekka-Nacht uitgeschreven wonnen, een tweede maal op uitnodiging van de folkformatie Kadril en op 25 april 2009 waren ze samen met Zjef Vanuytsel de hoofdact van Nekka-Nacht. Zo stonden ze op de affiche met onder meer Luc De Vos, Stef Kamil Carlens, Boudewijn de Groot, Thé Lau, Sam Bettens, Jan De Wilde en Buurman. Daarnaast waren ze ook te zien op Rock The Ring op zondag 11 september 2011. Ze brachten onder andere Als ze lacht en Was er maar iemand.
Zanger Klaas Delrue (afkomstig uit Rekkem) kwam in 2009 op voor de lijst van Groen! in Antwerpen bij de Vlaamse verkiezingen 2009 en was bij de gemeenteraadsverkiezingen van 2006 kandidaat-gemeenteraadslid voor Leuven. Vanaf 10 april 2012 presenteerde hij op Radio 1 een programma over Nederlandstalige muziek.
Tijdens de Ronde van Frankrijk 2012 kwam wielrenner Rob Goris om het leven de dag nadat hij in het praatprogramma van Karl Vannieuwkerke Vive le velo te gast was. Klaas Delrue was daags nadien een van de twee gasten en was zo aangedaan dat hij een aangepaste versie van het liedje Veel te mooie dag bracht.
Op 19 april 2013 tijdens de twintigste Nekka-Nacht mocht Yevgueni een vierde maal optreden, en kreeg de groep uit handen van minister Joke Schauvliege de Vlaamse Cultuurprijs voor Muziek 2011-2012.
In 2017 verscheen het album Tijd is alles, waarvan de singles Adem en Nooit naar nergens een notering behaalden in de Vlaamse Ultratop 50. Vanaf het najaar van 2019 vierde Yevgueni haar 20-jarig bestaan, onder meer met een dubbelalbum waarop alle singles van de band kwamen te staan alsook andere nummers die opnieuw werden opgenomen met strijkinstrumenten. Het zevende studioalbum van Yevgueni, getiteld Straks is ook goed, werd uitgebracht in februari 2022.

## Maatschappijkritisch
Sommige liedjes van Yevgueni zijn zeer duidelijk maatschappijkritisch bedoeld. Het liedje Mama, ik wil papa dat op hun debuutalbum Kannibaal staat, klaagt de carrièrezucht van ouders aan, waardoor ze steeds minder tijd hebben voor hun kinderen. Honger, verschenen op hun tweede album Aan de arbeid, verhaalt over vluchtelingen en de omstandigheden waarin zij leven in België. In 2009 schreven ze ook het themalied naar aanleiding van 75 jaar Chiro: Feest.
Op hun derde cd We zijn hier nu toch is het lied Werken in de media ingegeven door de verscheidene belspelletjes als ochtend- en nachtuitzendingen op de Vlaamse commerciële televisie. Op het album Tijd is alles keert de band zich in het lied Opinie tegen mensen die na de aanslagen in Brussel in 2016 heel snel hun mening klaar hadden, in plaats van in stilte te rouwen.

## Discografie

### Albums
| Album met hitnotering(en) in de Vlaamse Ultratop 200 albums | Datum van verschijnen | Datum van binnenkomst | Hoogste positie | Aantal weken | Opmerkingen   |
| ----------------------------------------------------------- | --------------------- | --------------------- | --------------- | ------------ | ------------- |
| Kannibaal                                                   | 24-01-2005            | 12-02-2005            | 50              | 24           | Goud          |
| Aan de arbeid                                               | 30-03-2007            | 07-04-2007            | 13              | 25           | Goud          |
| We zijn hier nu toch                                        | 23-03-2009            | 28-03-2009            | 1(1wk)          | 32           |               |
| Welkenraedt                                                 | 25-02-2011            | 05-03-2011            | 4               | 21           |               |
| Live Gent/Brugge                                            | 12-10-2012            | 20-10-2012            | 28              | 18           | Livealbum     |
| Van hierboven                                               | 17-10-2014            | 25-10-2014            | 6               | 40           |               |
| Tijd is alles                                               | 27-10-2017            | 04-11-2017            | 5               | 63           |               |
| 2000-2020                                                   | 22-11-2019            | 30-11-2019            | 18              | 10           | Verzamelalbum |
| Straks is ook goed                                          | 18-02-2022            | 26-02-2022            | 9               | 7            |               |

### Singles (hitnoteringen)
| Single met hitnotering(en) in de Vlaamse Ultratop 50 | Datum van verschijnen | Datum van binnenkomst | Hoogste positie | Aantal weken | Opmerkingen                                         |
| ---------------------------------------------------- | --------------------- | --------------------- | --------------- | ------------ | --------------------------------------------------- |
| Man zijn                                             | 2007                  | 24-03-2007            | tip22           | -            | Nr. 10 in de Radio 2 Top 30                         |
| Was er maar iemand                                   | 17-01-2011            | 29-01-2011            | tip19           | -            | Nr. 9 in de Radio 2 Top 30                          |
| Propere ruiten                                       | 2011                  | 09-07-2011            | tip41           | -            | met Sam Bettens Nr. 10 in de Radio 2 Vlaamse Top 10 |
| Welkenraedt                                          | 03-10-2011            | 26-11-2011            | tip73           | -            |                                                     |
| Elisa                                                | 09-01-2012            | 21-01-2012            | tip28           | -            |                                                     |
| Hofstraat                                            | 2012                  | 23-06-2012            | tip38           | -            |                                                     |
| Mensen zijn maar mensen                              | 2014                  | 03-10-2014            | tip18           | -            | Nr. 8 in de Vlaamse Top 50                          |
| Kom met me mee                                       | 2014                  | 20-12-2014            | tip53           | -            | Nr. 22 in de Vlaamse Top 50                         |
| Ogen dicht [2014]                                    | 2014                  | 27-12-2014            | tip9            | -            | Nr. 3 in de Vlaamse Top 50                          |
| Het is niet veel                                     | 2015                  | 04-04-2015            | tip35           | -            | Nr. 20 in de Vlaamse Top 50                         |
| Uit het niets                                        | 2015                  | 27-06-2015            | tip26           | -            | Nr. 17 in de Vlaamse Top 50                         |
| Van hierboven                                        | 2015                  | 19-12-2015            | tip28           | -            | Nr. 11 in de Vlaamse Top 50                         |
| Adem                                                 | 2017                  | 30-12-2017            | 48              | 1            | Nr. 4 in de Vlaamse Top 50                          |
| Nooit naar nergens                                   | 2018                  | 07-04-2018            | 44              | 1            | Nr. 2 in de Vlaamse Top 50                          |
| Waar jij niet bent                                   | 2018                  | 19-05-2018            | tip12           | -            | Nr. 6 in de Vlaamse Top 50                          |
| Wat nu belangrijk is                                 | 2018                  | 13-10-2018            | tip6            | -            | Nr. 6 in de Vlaamse Top 50                          |
| Morgen ziet er goed uit                              | 2019                  | 16-02-2019            | tip13           | -            | Nr. 13 in de Vlaamse Top 50                         |
| Leve de Ronde (Altijd de mooiste)                    | 2019                  | 27-04-2019            | tip             | -            |                                                     |
| Zo ver, zo goed                                      | 2019                  | 02-11-2019            | tip6            | -            | Nr. 8 in de Vlaamse Top 50                          |
| Alles waar ik nu wil zijn                            | 2020                  | 22-02-2020            | tip6            | -            | met Rita Zipora / Nr. 6 in de Vlaamse Top 50        |
| Bierfeesten (Als ik dit maar heb)                    | 2020                  | 29-08-2020            | tip19           | -            | Nr. 11 in de Vlaamse Top 50                         |

### Overige singles
- Als ze lacht (2004)
- Mama ik wil papa (2005)
- Alsof er niets gebeurde (2005)
- Eenzaam met jou (2006)
- Oud en versleten (2006)
- Verloren zoon (2007)
- Morgen komt ze thuis (2007)
- Robbie II (2008)
- Spijt (2009, Nr. 5 in de Radio 2 Top 30)
- Nieuwe meisjes (2009, Nr. 25 in de Radio 2 Top 30, Nr. 7 in de Vlaamse Top 10)
- Steeds mooier (Pannekoeken) (2009)
- En met jou? (2021, Nr. 13 in de Vlaamse Top 30)
- Ze danst gewoon op straat (2022, Nr. 7 in de Vlaamse Top 30)
- Laat ons winnen (2022, Nr. 24 in de Vlaamse Top 30)
- Rivier (2022)

## Tracklist albums

### Proper gewassen - demo-cd (2001)
1. Zwembroek
2. Eenzaam met jou
3. Put
4. Bierlied
5. Honingraat
6. Sara
7. Mama, ik wil papa
8. Robbie
9. Als ik vannacht doodga
10. Geduld
11. Slaap

### Kannibaal - Petrol (2005)
1. Als ze lacht
2. Oud en versleten
3. In deze stad
4. Alsof er niets gebeurde
5. Sara
6. Wat zal het zijn
7. Kannibaal
8. Gezellig
9. Mama ik wil papa
10. Robbie
11. Eenzaam met jou

### Aan de arbeid - Petrol (2007)
1. Aan de arbeid
2. Robbie II
3. Overal schoonheid
4. Tita tovenaar
5. Honger
6. Manzijn
7. Marcel
8. Vergif
9. Morgen komt ze thuis
10. Verloren zoon
11. Zo donker

### We zijn hier nu toch (2009)
1. Nieuwe meisjes
2. Daar zit je dan (Robbie III)
3. Spijt
4. Brand
5. Stapels en lijstjes
6. 't Zal wel niet mogen
7. We zijn hier nu toch
8. Oudstrijder
9. Pannekoeken
10. Werken in de media
11. Blijf

### Welkenraedt (2011)
1. Propere ruiten
2. Was er maar iemand
3. Welkenraedt
4. Sneeuwman
5. Elisa
6. Verder zonder haar
7. Veel te mooie dag
8. Zalige zot
9. Lege handen
10. Hofstraat
11. De aftocht van Robbie

Welkenraedt is een dorp en gemeente in de Platdietse streek in de provincie Luik.

### Gent/Brugge Live - festival in Gent - CD1 (2012)
1. Was er maar iemand
2. Elisa
3. Daar zit je dan
4. Robbie II
5. Aan de arbeid
6. Lege handen
7. Sara
8. Pannekoeken
9. We zijn hier nu toch
10. Nieuwe meisjes
11. Manzijn
12. Als ze lacht

### Gent/Brugge Live - theater in Brugge - CD2 (2012)
1. Welkenraedt
2. Tita Tovenaar
3. Robbie en de aftocht
4. Sneeuwman
5. Propere ruiten
6. Veel te mooie dag
7. 't Zal wel niet mogen
8. Hofstraat
9. Oud en versleten
10. Morgen komt ze thuis
11. Nieuwe meisjes

Bonustracks:
1. Alsof er niets gebeurde
2. Als ze lacht

### Van hierboven (2014)
1. Het is niet veel
2. Ogen dicht
3. Niet met mij
4. Mensen zijn maar mensen
5. Zij zingt mijn lied
6. Onder helden
7. Naar huis
8. Uit het niets
9. Het is al laat
10. Kom met me mee
11. Van hierboven
12. Vroeger (was het beter)

### Tijd is alles (2017)
1. Adem
2. Tijd is alles
3. Morgen ziet er goed uit
4. Hou het vast
5. Nooit naar nergens
6. Opinie
7. Waar jij niet bent
8. Het huis waar wij woonden
9. Wie zal ons leiden?
10. Wat nu belangrijk is

### Straks is ook goed (2022)
1. Laat ons winnen
2. En met jou?
3. Net op tijd
4. Rivier
5. Altijd en nog steeds
6. Ze danst gewoon op straat
7. Straks is ook goed
8. Bovenaan de dijk
9. Niet omdat
10. Alles al gezien

## Tracklist singles

### Als ze lacht (2004)
1. Als ze lacht
2. Als ze lacht (instrumentale versie)

### Mama ik wil papa (2005)
1. Mama ik wil papa
2. Oud en versleten

### Alsof er niets gebeurde (2005)
1. Alsof er niets gebeurde
2. Robbie

### Eenzaam met jou (2006)
1. Eenzaam met jou
2. In deze stad (live)
3. Robbie (live)

### Oud en versleten (2006)
1. Oud en versleten
2. Sara

### Manzijn (2007)
1. Manzijn
2. Niemandsland (live)

### Verloren zoon (2007)
1. Verloren zoon
2. Tita tovenaar (live)
3. Als ze lacht (live)
4. Mama ik wil papa (live)

### Morgen komt ze thuis (2007)
1. Morgen komt ze thuis
2. Vergif

### Nieuwe meisjes (2009)
1. Nieuwe meisjes
2. Nieuwe meisjes (Buscemi remix)
3. Nieuwe meisjes (Lick My Click remix)
4. Nieuwe meisjes (Where's Waldo? remix)